# 聾プロレス
聾プロレス（ろうプロレス）は、東京都を中心に活動している聴覚障害者プロレス団体。スローガンは「聾でもできる。プロレスもできる」。

## 特徴
- 所属しているプロレスラーとスタッフは全員聴覚障碍者である。
- 興行によっては入場曲がない場合がある。

## 歴史
- 2017年5月31日、聾プロレスの前身団体「闘聾門JAPAN」が解散したことを受けてサワテリオが設立。
- 2019年11月9日、聾プロレス旗揚げ。旗揚げ戦が新木場1stRINGで行われる。

## タイトル
- DEAF-MAX王座
- DEAF-MAXタッグ王座

## 所属選手・主要参戦選手
- MUWA
- サワテリオ
- ダーク・サワテリオ
- ZETA
- マグナム西新井
- TUKIGATA
- ザ・ドクロ
- イエロー・ドクロ
- 紫雷獣アマゾン

## 歴代所属選手
- シン・デス
- HANETO
- The Kan